# Trioda
Trioda je temeljna pojačivačka elektronska vakuumska cijev. Izumio ju je 1906. američki znanstvenik Lee de Forest, dodajući vakuumskoj diodi treću elektrodu – upravljačku rešetku, izrađenu od vrlo tanke žice. Elektroni emitirani iz užarene katode prolaze na putu k anodi kroz tu rešetku, koja je, s obzirom na katodu, na negativnom električnom potencijalu. Malim promjenama električnog napona rešetke postižu se velike promjene anodne struje, pa trioda ima svojstvo pojačanja električnog napona, odnosno električne struje. Izumom triode započeo je stvarni razvoj elektronike, no danas je ona u većini elektronske primjena zamijenjena tranzistorom.
Trioda je prvi elektronički element kojim je ostvareno pojačanje električnog signala. Sastoji se od tri elektrode ugrađene u stakleno kućište iz kojeg je uklonjen zrak (vakuum). Katoda je vanjskim strujnim električnim izvorom zagrijana do temperature gdje dolazi do toplinske emisije, anoda pozitivnim potencijalom privlači toplinom emitirane elektrone, a upravljačka rešetka koja se nalazi između anode i katode djeluje na prolaznost elektrona. Promjenom napona između upravljačke rešetke i katode razmjerno se u tom smislu utječe na jakost električnog polja između rešetke i katode i na taj način se upravlja tijekom elektrona između katode i anode. Posljedično manjoj udaljenosti između rešetke i katode u odnosu na udaljenost između anode i katode, manja promjena napona u ulaznom krugu elektronske cijevi imat će jednak utjecaj na veličinu anodne struje kao znatno veća promjena anodnog napona u izlaznom krugu. Elektronska cijev ima na taj način svojstvo naponskog pojačanja.

## Način rada
Trioda je elektronska cijev s tri elektrode. Trioda osim cilindrične anode, katode (žarna nit), ima još i mrežicu. Mrežica je spiralno savijena molibdenska žica, smještena između anode i katode od kojih je dobro izolirana. Njen je zadatak da regulira prolaz elektrona. Sve tri elektrode nalaze se u staklenom balonu s razrijeđenim zrakom (vakuum). Ako je mrežica negativna, onda će elektroni koji izlaze iz katode biti odbijeni i padati natrah na katodu, pa neće nijedan elektron dospjeti na anodu, a niti na mrežicu. Smanji li se negativan električni naboj na mrežici, proći će neki brži elektron kroz mrežicu i prouzrokovati slabu anodnu struju.
Ako je u spoju triode mrežica pozitivna prema katodi, ona će ubrzati prolaz elektrona i anodna struja će se pojačati. Dakle, promjenom električnog napona mrežice pomoću baterije može se regulirati, odnosno pojačavati anodna struja. Kod triode moramo razlikovati tri strujna kruga: 
- krug žarenja s baterijom za žarenje,
- anodni krug s anodnom baterijom,
- krug mrežice s baterijom koja daje električni napon za mrežicu.

Nanesemo li na os apscisa električni napon na mrežici, a na os ordinata jakost anodne struje, dobit ćemo krivulju ovisnosti anodne struje o električnom naponu na mrežici, koja se zove karakteristika cijevi.
Pojačanje triode osniva se na činjenici da dovedeni napon na mrežici znatno jače utječe na jakost anodne struje nego napon doveden na anodu. Pretpostavimo da se na mrežicu cijevi dovodi sinusoidalni napon. Da vidimo kako se tada mijenja jakost anodne struje, poslužit ćemo se karakteristikom cijevi. Napon mrežice, koja se mijenja po sinus krivulji, nanosi se na okomitu os. Svakoj veličini napona mrežice odgovara određena veličina anodne struje. Veličinu anodne struje dobijemo tako da povučemo okomite pravce od odgovarajućih točaka na krivulji napona mrežice do karakteristike cijevi, a od ovih presjecišta vodoravne pravce paralelne s osi apscisa. Krivulja anodne struje, dobivena između dobivenih pravaca, također je sinusoida, ali znatno veća. Odatle možemo zaključiti da i male promjene napona na mrežici prouzrokuju znatne promjene anodne struje. Zbog toga svojstva trioda i ostale elektronske cijevi s više mrežica služe za pojačanje visokofrekventnih i niskofrekventnih struja, odnosno njihovih titraja.

## Parametri triode
Elektronsku cijev primarno smatramo strujnim aktivnim izvorom gdje istosmjerna anodna struja ovisi o ulaznom naponu Ug:
{\displaystyle I_{a}=f(U_{g})\,}
koji se pojavljuje između upravljačke rešetke i katode elektronske cijevi.  Elektronsku cijev predstavljamo u elektroničkim strujnim krugovima nadomjesnim strujnim ili naponskim upravljanim izvorom.

### Radna točka
Parametri elektronske cijevi mijenjaju se ovisno o položaju radne točke na izlaznoj Ua/Ia karakteristici, a iz razloga nelinearne ovisnosti anodne struje o naponu na upravljačkoj rešetci. Radna točka pretpojačala bira se u području velike istosmjerne struje, za razliku od radne točke pojačala snage koja se postavlja u sredinu radnog područja (A klasa) ili se za protutaktna pojačala B klase odabire vrlo mala anodna struja na samom dnu Ia/Ug karakteristike. Radna točka za potrebe ovog opisa smještena je u položaj: Ua=200 V, Ia=2,25 mA te Ug=-1 V.

### Strmina
Razmatramo li male izmjenične napone i struje elektronsku cijev možemo predočiti aktivnim strujnim izvorom nazivne struje :
{\displaystyle {i_{a}}=Su_{g},\,}
gdje je ia izmjenična komponenta anodne struje, S strmina, odn. transkonduktancija elektronske cijevi (mA), a ug ulazni pobudni izmjenični napon koji se pojavljuje između upravljačke rešetke i katode elektronske cijevi.
Strmina elektronske cijevi određuje se u određenoj radnoj točki kao omjer male promjene veličine anodne struje i male promjene napona na upravljačkoj rešetci, a uz konstantan anodni napon: 
{\displaystyle S=\left|{\frac {\vartriangle I_{a}}{\vartriangle U_{g}}}\right|_{U_{a}=konst}}
gdje se s izlazne Ua/Ia karakteristike dvostruke triode ECC83 može očitati da strmina te elektronske cijevi za navedenu radnu točku iznosi otprilike S=2 mA/V.

### Faktor pojačanja
Trioda se za mali izmjenični signal može prikazati i kao naponom upravljan naponski izvor nazivnog napona: 
{\displaystyle {u_{a}}=-\mu u_{g}\,}
gdje je ua izmjenična komponenta anodnog napona, µ faktor pojačanja, odn. prohvat,  a ug  ulazni pobudni izmjenični napon koji se pojavljuje između upravljačke rešetke i katode elektronske cijevi. Napon na anodi ima suprotan predznak od pobudnog napona na rešetci, a iz razloga što povećanjem anodne struje dolazi do smanjenja anodnog napona. 
Faktor pojačanja elektronske cijevi određuje se u radnoj točki kao omjer male promjene veličine anodnog napona i male promjene napona na upravljačkoj rešetci, a uz konstantnu anodnu struju: 
{\displaystyle \mu =\left|{\frac {\vartriangle U_{a}}{\vartriangle U_{g}}}\right|_{I_{a}=konst}}
gdje se s izlazne Ua /Ia karakteristike dvostruke triode ECC83 može očitati da je faktor pojačanja te elektronske cijevi za navedenu radnu točku otprilike jednak µ =100.
Za tipičnu triodu faktor pojačanja se kreće u rasponu od 10 do 100, a time je ograničeno i najveće pojačanje napona koje se može postići u elektroničkom sklopu.

### Unutarnji dinamički otpor
Unutarnji dinamički otpor izvora jednak je i za elektronsku cijev prikazanu kao naponski i za elektronsku cijev prikazanu kao strujni izvor. Unutarnji dinamički električni otpor određuje se u radnoj točki kao omjer male promjene anodnog napona i male promjene anodne struje, a uz konstantan napon na upravljačkoj rešetci:
{\displaystyle R_{i}=\left|{\frac {\vartriangle U_{a}}{\vartriangle I_{a}}}\right|_{U_{g}=konst}}
gdje se s istih karakteristika može očitati da za istu radnu točku vrijednost unutarnjeg otpora triode iznosi otprilike 50 kOhma.

### Povezanost osnovnih parametara elektronske cijevi
Parametri elektronske cijevi međusobno su povezani jednakošću:
{\displaystyle \mu =SR_{i}\,}
koja vrijedi za svaku radnu točku karakteristike elektronske cijevi.

## Pojačanje elektroničkog sklopa s elektronskom cijevi
Pad napona uR na opteretnom otporu Rt bit će ovisan o međusobnom odnosu opteretnog otpora Rt i unutarnjeg otpora izvora Ri. Prikažemo li elektronsku cijev kao upravljan strujni izvor. izlazni napon na opterećenju, odn naponsko pojačanje su jednaki, redom:
{\displaystyle {u_{R}}=-Su_{g}{\frac {{R_{t}}{R_{i}}}{R_{t}+R_{i}}}}
{\displaystyle {A_{V}}=-S{\frac {{R_{t}}{R_{i}}}{R_{t}+R_{i}}}.}
Prikažemo li, međutim, elektronsku cijev kao upravljani naponski izvor, izlazni napon na opterećenju, odn. naponsko pojačanje bit će jednaki, redom:
{\displaystyle {u_{R}}=-\mu u_{g}{\frac {R_{t}}{R_{t}+R_{i}}}}
{\displaystyle {A_{V}}=-\mu {\frac {R_{t}}{R_{t}+R_{i}}}.}
Naponsko pojačanje elektroničkog sklopa s elektronskom cijevi određeno je, dakle, strminom odn. faktorom pojačanja elektronske cijevi i međusobnim odnosom opteretnog otpora i unutarnjeg otpora izvora. Pojačanje ima negativan predznak jer povećanje ulaznog izmjeničnog napona ima za posljedicu smanjenje anodnog napona na izlazu.

## Ponašanje na višim frekvencijama
Pri višim frekvencijama valja uzeti u obzir i različite međuelektrodne kapacitete koji utječu na prijenosne karakteristike elektronske cijevi.

### Ulazna impedancija
Upravljačka rešetka elektronske cijevi vakuumom je odvojena od katode te je ulazni otpor beskonačno velik. Ulazna impedancija elektronske cijevi, međutim, nije beskonačno velika, već je određena rezultantnom ulaznom kapacitivnosti koju čini s jedne strane kapacitet upravljačka rešetka/katoda Cgk, a s druge strane međuelektrodna kapacitivnost Cag koja se kod triode preslikava u ulazni krug elektronske cijevi uvećana za naponski faktor pojačanja sklopa u koji je elektronska cijev ugrađena (Millerov efekt):
{\displaystyle \ C_{r}=C_{gk}+|A_{V}|C_{ag}}
gdje je tada ulazna impedancija:
{\displaystyle Z_{ul}={\frac {1}{j\omega C_{r}}}}.
Ulazna impedancija triode je na taj način osjetno manja u usporedbi s tetrodom i pentodom kod kojih su drugom rešetkom ulazni i izlazni krug praktički potpuno odvojeni.

### Izlazna impedancija
Unutarnji, odn. izlazni dinamički otpor elektronske cijevi na nižim i srednjim frekvencijama određen je karakteristikama razmatrane elektronske cijevi, gdje će trioda u tom smislu imati relativno mali unutarnji otpor, tetroda osjetno veći, a pentoda najveći. Razmjerno veličini unutarnjeg otpora rast će i mogućnost naponskog pojačanja elektronske cijevi te će pentoda imati najmanje za red veličine veće naponsko pojačanje. Pri višim frekvencijama valja računati, međutim, na utjecaj odgovarajućih međuelektrodnih kapaciteta koji se u nadomjestnom izlaznom krugu pojavljuju kao kapacitivno opterećenje u paralelnom spoju s radnim otporom i na taj način smanjuju naponsko pojačanje pri višim frekvencijama.

## Usporedba elektronskih cijevi
Uspoređujući elektronske cijevi prema električnim svojstvima redovito uspoređujemo triodu, tetrodu i pentodu, jer se ostale elektronske cijevi u osnovi svode na dva sustava unutar jednog staklenog kućišta.

### Trioda
Tipična trioda namijenjena pretpojačalima s elektronskim cijevima ima strminu reda veličine 2 mA/V,         relativno mali dinamički unutarnji otpor te posljedično relativno malo naponsko pojačanje. Uzimajući u obzir tijek izlaznih Ua /Ia karakteristika, vidljivo je da je radno područje triode relativno usko te trioda općenito nije prikladna za ugradnju u izlazne stupnjeve pojačala snage. Koristi se zato kao pretpojačalo, oscilator ili za neku drugu namjenu gdje opterećenju ne treba predati neku značajnu snagu.

### Tetroda
Tetroda ima osjetno veće radno područje i veću strminu jer je i bila namijenjena elektroničkim sklopovima u kojima opterećenju treba predati manju ili veću snagu. Unutarnji dinamički otpor je kod tetrode znatno veći od otpora opterećenja te su elektronički sklopovi s tetrodom na izlazu predstavljali strujni izvor.

### Pentoda
Pentoda ima u izvjesnoj mjeri još veće radno područje od tetrode, pravilniju izlaznu Ua /Ia karakteristiku i vrlo velik unutarnji otpor tako da je naponsko pojačanje praktički isključivo određeno vrijednošću opteretnog otpora. Vrlo često se koristi u izlaznim stupnjevima snage, a znatno rjeđe kao naponsko pojačalo.